# Аутэкология
Аутэколо́гия (др.-греч. αὐτός — «сам») — раздел экологии, изучающий взаимоотношения организма с окружающей средой. В отличие от демэкологии и синэкологии, сосредоточенных на изучении взаимоотношений со средой популяций и экосистем, состоящих из множества организмов, исследует индивидуальные организмы на стыке с физиологией. Данный термин ныне считается устаревшим (Odum, 1959), а предмет раздела полагают неотличимым от такового демэкологии. Это связано с тем, что уровнем организации живого, на котором возможно изучение взаимодействия с косной средой, считают популяцию организмов определенного вида.